# Municipio de China (Nuevo León)
El municipio de China es un municipio ubicado en el estado de Nuevo León, México. Cuenta con una superficie de 3,940.6 km². Nombrado en honor a San Felipe de Jesús de China, el cual es considerado como el primer santo mexicano.
Colinda al norte con General Bravo, Doctor Coss y Los Aldamas, al noroeste con Los Herreras, al oeste con Los Ramones, al suroeste con General Terán, al sur con Burgos y Méndez, Tamaulipas y al este con el municipio de Reynosa, Tamaulipas.

## Historia
Síntesis correspondiente al libro: "Valle de San Felipe de Jesús de China". Autor: Leal Flores, Jesús Erasmo, cronista municipal desde 1986.
La ciudad de China se creó aproximadamente en el año de 1710, para servicio de pastoreo en los dominios del Sargento mayor Carlos Cantú, yerno del capitán Alonso de León. Las primeras edificaciones del pueblo se encontraban muy cerca de los márgenes del Río San Juan. Tras una inundación en 1805 se decidió relocar el asentamiento en el lugar que actualmente ocupa la plaza principal. China fue erigida como villa en el año de 1812.
De acuerdo con la constitución de Cádiz, documento que también regía en la Nueva España, las poblaciones que contaran con más de mil habitantes, deberían elevarse a la categoría de Villa. China poseía en ese entonces una población de 1199 personas. En 1821 se envía la fórmula para que sea jurada la Independencia del reino de la Nueva España con arreglo al plan de Agustín de Iturbide.
En el año de 1868, China perdería el rancho El Toro para formar la Villa de Gral. Bravo, Nuevo León y el actual territorio del municipio de Los Herreras. En 1882 se dio la separación del Rancho El Zacate para formar el municipio de Dr. Coss, además en 1912 un decreto firmado el día 25 de diciembre ratificaría la formación de los Ramones perdiendo China nuevamente parte de su extensión territorial.
El movimiento revolucionario armado de 1910 contó entre sus combatientes a distinguidos chinenses como el coronel don Máximo González y a sus hijos: y al coronel Ramírez sin contar a los ciudadanos que engrosaron las filas sin grado militar.

## Localización
Está ubicado en la provincia de la Gran Llanura de Norteamérica en la subprovincia de las Llanuras de Coahuila y Nuevo León, localizándose en el extremo oriente del estado de Nuevo León, en las coordenadas 25°42' latitud norte y 99°14' longitud oeste, a una altitud de 140 metros sobre el nivel del mar. Limita al norte con Gral. Bravo, Dr. Coss y Los Aldama, N.L.; al noroeste con Los Herrera, N.L.; al oeste con Los Ramones, N.L.; al suroeste con Gral. Terán, N.L. y al sur y este con el estado de Tamaulipas. La distancia aproximada a la capital del estado, Monterrey, Nuevo León es de 116 kilómetros.

## Principales sectores, productos y servicios

### Agricultura
La agricultura en el municipio no es de relativa importancia si se le compara con la ganadería, sin embargo el área de riego y temporal de San Fernando, jurisdicción de China, aunado al ejido La Barreta hacen que el municipio cuente con esta actividad. Hay producción de agricultura en sorgo y trigo.

### Ganadería
La cría y engorda de ganado bovino ha sido la actividad primordial del municipio. Existen importantes ganaderías con crías de excelentes sementales en esta clase de ganado. La ganadería con razas de registro de muy buena calidad en bovinos, caprinos y equinos.

### Industria
La industria en el municipio se limita a la presencia de empresas maquiladoras de ropa, a la comercialización y diversos empleos que encuentren en diversas empresas.

### Turismo
Cuenta con el fideicomiso de Parques y Vidas Silvestre de Nuevo León. El atractivo del municipio es la Presa El Cuchillo, así como el faro de la presa y albercas de recreación, como Las Lajas.

### Comercio
Cuenta aproximadamente con 250 establecimientos comerciales: farmacias, ferreterías, joyerías, mueblerías, restaurantes, papelerías, tiendas de abarrotes, materiales para construcción, ropa, etc.

## Gastronomía
Hay en el municipio establecimientos con venta de alimentos con platillos regionales y restaurantes que incluyen: tacos de carne asada, famosos por su sabor inigualable, cabrito, mariscos y otro tipo de comidas, etc.

## Personas ilustres
- Cap. Domingo Dávila. Se unió a las fuerzas del comandante Juan Zuazua para combatir a los rebeldes en las Villas del Norte durante la Guerra de Texas.

- Lic. Narciso Dávila. Comandante de los Rifleros de China, integrantes de la tercera columna de infantería al mando del general Mariano Escobedo durante la intervención francesa. Diputado y dos veces gobernador de Nuevo León (1872 y 1875).

- Coronel Urbano Cantú Chapa. Participante en la lucha contra la intervención francesa. Murió -muy joven- en combate, en el Yerbaniz, municipio de Santiago, Nuevo León.

- Coronel Pedro Cantú Chapa (1843-1912). Hermano de Urbano Cantú Chapa, combatiente también en la lucha contra la intervención francesa.

- Raúl González Rodríguez, conocido como el «Matématico». Doble medallista olímpico de marcha en Los Ángeles 1984: oro en los 50 km y plata en los 20 km.

- Dionisio García González. Integrante del pelotón de fusilamiento de Maximiliano de Habsburgo; alcalde de China en trece ocasiones desde 1879 hasta 1903.

- Dionisio García Leal. Diputado y senador de la República.

- Gral Porfirio G. González (1885-1928). Combatiente en el movimiento armado de 1910. Dos veces gobernador del estado de Nuevo León. La Escuela Secundaria de General Bravo, Nuevo León lleva su nombre.

- Coronel Ramez González (1892-1963). Combatiente en movimiento armado de 1910. Alcalde de China en los periodos de 1937-1938 y 1952-1954. El Jardín de Niños de la colonia "5 de Mayo" (China, Nuevo León) lleva su nombre.

- Esteban Leal Villarreal (1907- 1997), educador y escritor.

- Domingo Ramírez, militar.

- Natividad Sáenz, militar.

- Bonifacio Salinas (1900-1982). Militar, diputado, senador y gobernador de Nuevo León.

- Ana Sánchez González, profesora. Fue la primera mujer de la ciudad que obtuvo el título de profesora. Murió muy joven, por contagio de gripe, al atender a sus alumnas de este padecimiento.

- Felícitas Sánchez González (1889-1936). Destacada maestra de la Escuela de Niñas; tocaba el piano y el violín, hablaba inglés y tenía una gran habilidad en la enseñanza de la matemática. Fue catedrática en la Escuela Normal de Galeana, en donde llegó a ser tan estimada por sus altas virtudes, ya que ella misma costeaba los estudios de los más necesitados.

- Buenaventura Tijerina Benavides (1891-1961). Profesor, escritor, diputado local. Ejerció como maestro de escuela primaria; fue director de Educación en el estado de Nuevo León. La primera escuela secundaria de China lleva orgullosamente su nombre.

- Antonio Tanguma (1903 - 1989), conocido como el «Rey del acordeón». Entre sus composiciones más conocidas se encuentran: Evangelina, El Cerro de la Silla, El naranjo, Aurora Cholita, Así es mi Tierra, Agustina y Échatelas pa'l alto. A lo largo de su vida compuso polcas, redovas, huapangos y chotis.

## Turismo
Cuenta con la Presa El Cuchillo, la cual es considerada la más grande presa para consumo humano de América Latina. También cuenta con la Presa de La Ceja y la Presa de Las Lajas que es usada para el riego agrícola.
China es un municipio tradicionalmente ganadero por lo que la industria cárnica ha ido creciendo en los últimos años. Carnicerías de carne fresca, carne seca, barbacoa, longaniza, chorizos, menudos por mencionar algunos sin olvidar la producción de ganado caprino, China es uno de los principales y mejores oferentes de cabrito de la región.